# Coupe Memorial 1950
Navigation
Édition précédente Édition suivante
La finale de l'édition 1950 de la Coupe Memorial est présentée au Forum de Montréal de Montréal au Québec ainsi qu'au Maple Leaf Gardens de Toronto en Ontario et est disputé entre le vainqueur du Trophée George T. Richardson, remis à l'équipe championne de l'est du Canada et le vainqueur de la Coupe Abbott remis au champion de l'ouest du pays.

## Équipes participantes
- Les Canadien junior de Montréal de la Ligue de hockey junior du Québec, en tant que champion du Trophée George T. Richardson.
- Les Pats de Regina de la Ligue de hockey junior de la Saskatchewan en tant que vainqueur de la Coupe Abbott.

### Résultats
| Match | Vainqueur                   | Résultat | Perdant                     | Lieu                         |
| ----- | --------------------------- | -------- | --------------------------- | ---------------------------- |
| 1     | Canadien junior de Montréal | 8-7      | Pats de Regina              | Forum de Montréal (Montréal) |
| 2     | Canadien junior de Montréal | 5-2      | Pats de Regina              | Forum de Montréal            |
| 3     | Canadien junior de Montréal | 5-1      | Pats de Regina              | Maple Leaf Gardens (Toronto) |
| 4     | Pats de Regina              | 7-4      | Canadien junior de Montréal | Maple Leaf Gardens           |
| 5     | Canadien junior de Montréal | 6-3      | Pats de Regina              | Forum de Montréal            |

## Effectifs
Voici la liste des joueurs des Canadien junior de Montréal, équipe championne du tournoi 1950 :
- Entraîneur : Sam Pollock et Billy Reay
- Joueurs : Doug Binning, Kevin Conway, Bob Dawson, Herb English, Bill Goold, Red Grigg, Charlie Hodge, Gordon Hollingworth, Don Marshall, Dave McCready, Brian McKay, Dickie Moore, Roger Morrisette, Bill Sinnett, Ernie Roche, Kevin Rochford, Art Rose, Jacques Nadon